# Joshua George Beard

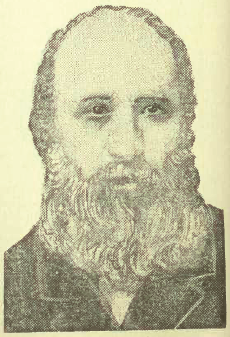
Joshua George Beard

Joshua George Beard (* 1797; † 9. November 1866 in Toronto, Ontario) war ein kanadischer Politiker und von Januar 1854 bis Januar 1855 der 10. Bürgermeister von Toronto. Von 1834 an saß er mit zwei Ausnahmen (1848, 1853) in der Stadtregierung entweder als Gemeinde- oder Stadtrat für den Ward St. Lawrence, bis er 1853 vom Rat zum Bürgermeister gewählt wurde. Beard war Metallgießer und hatte sein Geschäft zunächst an der Ecke von Victoria und Adalaide Street und später auf der Jarvis Street nahe der Front Street. 